# Еміль Лемуан
Еміль Мішель Гіацинт Лемуан (фр. Émile Michel Hyacinthe Lemoine; 22 листопада 1840 — 21 лютого 1912) — французький цивільний інженер і математик-геометр. Здобував освіту в низці навчальних закладів, зокрема в Національному військовому училищі та, найпримітніше, в Політехнічній школі. Лемуан працював домашнім учителем упродовж нетривалого періоду часу після завершення Політехнічної школи.
Еміль Лемуан найбільш відомий за доведення існування точки Лемуана (або точки перетину симедіан) трикутника. Серед інших математичних праць — так звана ним система геометрографії та метод, який співвідніс алгебраїчні вирази з геометричними об'єктами. Еміля Лемуана називають співзасновником сучасної геометрії трикутника, оскільки багато з її характеристик присутні в його роботах.
Упродовж більшої частини свого життя Еміль Лемуан працював на посаді професора математики в Політехнічній школі. У пізніші роки працював цивільним інженером у Парижі; на аматорському рівні захоплювався музикою. Працюючи професором та цивільним інженером, Лемуан опублікував низку наукових праць з математики, більшість з яких увійшли до 14-сторінкового розділу «Геометрії в коледжі» Натана Альтшиллера Корта. Еміль Лемуан також заснував математичний журнал «L'Intermédiaire des Mathématiciens».

## Вибрані праці
- Sur quelques propriétés d'un point remarquable du triangle (1873)
- Note sur les propriétés du centre des médianes antiparallèles dans un triangle (1874)
- Sur la mesure de la simplicité dans les tracés géométriques (1889)
- Sur les transformations systématiques des formules relatives au triangle (1891)
- Étude sur une nouvelle transformation continue (1891)
- La Géométrographie ou l'art des constructions géométriques (1892)
- Une règle d'analogies dans le triangle et la spécification de certaines analogies à une transformation dite transformation continue (1893)
- Applications au tétraèdre de la transformation continue (1894)
- Note on Mr. George Peirce's Approximate Construction for π. Bull. Amer. Math. Soc. 8 (4): 137—148. 1902. doi:10.1090/s0002-9904-1902-00864-1. Архів оригіналу за 24 лютого 2020. Процитовано 24 лютого 2020.